# شهریارک هاوایی
شهریارک هاوایی (نام علمی: Chasiempis sandwichensis) نام یک گونه از سرده شهریارک‌های خوش‌خوان است.